# Rokugan
Rokugan es el nombre del imperio ficticio donde se desarrollan los juegos e historias de La Leyenda de los Cinco Anillos.

## Características
Es un país al estilo del Japón feudal e incluso híbrido con otros países orientales, este imperio está regido por el Emperador, y su territorio se divide en regiones gobernadas por un determinado clan: Grulla, León, Cangrejo, Dragón, Escorpión, Unicornio, Fénix y Mantis, por citar los más importantes. En este imperio existen criaturas ficticias y la magia también tiene cabida.
Al suroeste de Rokugan se encuentran las Tierras Sombrías, un territorio subterráneo en el que habitan trasgos, ogros y Onis. Entre las Tierras Sombrías y el resto de Rokugan existe un muro defendido por el Clan Cangrejo que se encarga que las criaturas malvadas no traspasen las fronteras de esta región sombría.
Rokugan está dividido en una jerarquía llamada "El orden celestial" esta jerarquía está dividida en tres escalones: la nobleza, los campesinos y los sacerdotes, los que no pertenecen a ninguno de estos grupos son considerados "no gente" o hinin. Todo el imperio pertenece al emperador por su ascendencia divina, los Daimyos son los nobles que juran fidelidad al emperador y hacen que se cumpla su voluntad, a cambio reciben unos territorios para gobernar y recaudar impuestos. Los campesinos pueden trabajar las tierras de un Daimyo a cambio de protección, pero no tienen ninguna garantía.